# Бондаревский сельский совет (Марковский район)
Бондаревский сельский совет (укр. Бондарівська сільська рада) — упразднённая административная единица в составе Марковского района Луганской области Украины.
Административный центр сельского совета находился в с. Бондаревка.

## Населённые пункты совета
- с. Бондаревка
- с. Курячовка
- с. Новая Украина

## Адрес сельсовета
92443, Луганская обл., Марковский р-н, с. Бондаревка, проулок Центральный, д. 2Д.